# Distria Krasniqi
Distria Krasniqi (Peć, Iugoslàvia, 10 de desembre de 1995) és una judoka kosovar que competeix en la categoria de pes mig lleuger (actualment -52 Kg). Ha participat en 2 Olimpíades, guanyant la medalla d'or en la categoria de -48 Kg, als Jocs Olímpics de Tòquio i una medalla de plata en la categoria de -52 Kg, als Jocs Olímpics de París. A Tòquio es va convertir en la 2a medalla d'or olímpica de la història aconseguida en qualsevol esport, pel país balcànic. A més, ha guanyat 3 medalles en els Campionats del Món i 7 medalles (3 d'or) en els Campionats d'Europa.

## Trajectòria professional
| Jocs Olímpics      | Jocs Olímpics | Jocs Olímpics | Jocs Olímpics |
| Any                | Seu           | Posició       | Categoria     |
| ------------------ | ------------- | ------------- | ------------- |
| 2020               | Tòquio        | 1             | -48 Kg        |
| 2024               | París         | 2             | -52 Kg        |
| Campionat del Món  |               |               |               |
| 2015               | Astanà        | 1/8 final     | -52 Kg        |
| 2017               | Budapest      | 7a posició    | -52 Kg        |
| 2018               | Bakú          | 2a ronda      | -48 Kg        |
| 2019               | Tòquio        | 3             | -48 Kg        |
| 2021               | Budapest      | 5a posició    | -48 Kg        |
| 2022               | Taixkent      | 3             | -52 Kg        |
| 2023               | Doha          | 5a posició    | -52 Kg        |
| 2025               | Budapest      | 2             | -52 Kg        |
| Campionat d'Europa |               |               |               |
| 2013               | Budapest      | 2a ronda      | -52 Kg        |
| 2014               | Montpeller    | 2a ronda      | -48 Kg        |
| 2015               | Bakú          | 2a ronda      | -52 Kg        |
| 2016               | Kazan         | 1a ronda      | -52 Kg        |
| 2017               | Varsòvia      | 7a posició    | -52 Kg        |
| 2018               | Tel-Aviv      | 2             | -52 Kg        |
| 2020               | Praga         | 3             | -48 Kg        |
| 2021               | Lisboa        | 1             | -48 Kg        |
| 2022               | Sofia         | 3             | -52 Kg        |
| 2023               | Montpeller    | 2             | -52 Kg        |
| 2024               | Zagreb        | 1             | -52 Kg        |
| 2025               | Podgorica     | 1             | -52 Kg        |